# Pugilato ai Giochi della XXVIII Olimpiade
Gli incontri di pugilato ai Giochi della XXVIII Olimpiade si sono disputati dal 14 al 29 agosto 2004 alla Peristeri Olympic Boxing Hall di Atene.
La competizione ha visto il dominio dei pugili Cuba, capaci di andare a medaglia in 8 classi sulle 11 previste. In totale hanno partecipato 280 pugili da 72 paesi.

## Podi
| Evento                    | Oro                        | Argento             | Bronzo                                |
| Mosca leggeri (dettagli)  | Yan Bartelemí              | Atagün Yalçınkaya   | Zou Shiming Sergej Kazakov            |
| Mosca (dettagli)          | Yuriorkis Gamboa Toledano  | Jérôme Thomas       | Fuad Aslanov Rustamhodza Rahimov      |
| Gallo (dettagli)          | Guillermo Rigondeaux Ortiz | Worapoj Petchkoom   | Ağası Məmmədov Bahodirjon Sooltonov   |
| Piuma (dettagli)          | Aleksej Tiščenko           | Kim Song-guk        | Vitali Tajbert Jo Seok-hwan           |
| Leggeri (dettagli)        | Mario César Kindelán Mesa  | Amir Khan           | Serik Eleuov Murat Chračev            |
| Welter leggeri (dettagli) | Manus Boonjumnong          | Yudel Johnson       | Boris Georgiev Ionuţ Gheorghe         |
| Welter (dettagli)         | Bakhtiyar Artayev          | Lorenzo Aragón      | Kim Jung-Joo Oleg Saitov              |
| Medi (dettagli)           | Gajdarbek Gajdarbekov      | Gennady Golovkin    | Suriya Prasathinphimai Andre Dirrell  |
| Mediomassimi (dettagli)   | Andre Ward                 | Magomed Aripgadjiev | Ahmed Ismail Utkirbek Haydarov        |
| Massimi (dettagli)        | Odlanier Solís             | Viktar Zueŭ         | Mohamed El Sayed Nasser Al-Shami      |
| Supermassimi (dettagli)   | Aleksandr Povetkin         | Mohamed Aly         | Michel López Núñez Roberto Cammarelle |

## Medagliere
| Posizione | Paese          |    |    |    | Totale |
| --------- | -------------- | -- | -- | -- | ------ |
| 1         | Cuba           | 5  | 2  | 1  | 8      |
| 2         | Russia         | 3  | 0  | 3  | 6      |
| 3         | Kazakistan     | 1  | 1  | 1  | 3      |
| 3         | Thailandia     | 1  | 1  | 1  | 3      |
| 5         | Stati Uniti    | 1  | 0  | 1  | 2      |
| 6         | Bielorussia    | 0  | 2  | 0  | 2      |
| 7         | Egitto         | 0  | 1  | 2  | 3      |
| 8         | Corea del Nord | 0  | 1  | 0  | 1      |
| 8         | Francia        | 0  | 1  | 0  | 1      |
| 8         | Gran Bretagna  | 0  | 1  | 0  | 1      |
| 8         | Turchia        | 0  | 1  | 0  | 1      |
| 12        | Azerbaigian    | 0  | 0  | 2  | 2      |
| 12        | Corea del Sud  | 0  | 0  | 2  | 2      |
| 12        | Germania       | 0  | 0  | 2  | 2      |
| 12        | Uzbekistan     | 0  | 0  | 2  | 2      |
| 16        | Bulgaria       | 0  | 0  | 1  | 1      |
| 16        | Cina           | 0  | 0  | 1  | 1      |
| 16        | Italia         | 0  | 0  | 1  | 1      |
| 16        | Romania        | 0  | 0  | 1  | 1      |
| 16        | Siria          | 0  | 0  | 1  | 1      |
| Totale    | Totale         | 11 | 11 | 22 | 44     |